# Comuna Peanovîci, Sambir
Peanovîci (în ucraineană П'яновичі) este o comună în raionul Sambir, regiunea Liov, Ucraina, formată din satele Lanovîci, Maksîmovîci, Peanovîci (reședința) și Tarava.

## Demografie
Componența lingvistică a comunei Peanovîci
     Ucraineană (66,68%)
Conform recensământului din 2001, majoritatea populației comunei Peanovîci era vorbitoare de ucraineană (66,68%), existând în minoritate și vorbitori de polonă (33,26%).